# Bruxelles-Ingooigem 1982
La Bruxelles-Ingooigem 1982, trentacinquesima edizione della corsa, si svolse il 16 giugno su un percorso con arrivo a Ingooigem. Fu vinta dall'olandese Jos Schipper della squadra Splendor-Wickes davanti ai belgi Alain Desaever e Willem Peeters. Per  la prima volta nella storia di questa competizione la gara non fu vinta da un ciclista belga.

## Ordine d'arrivo (Top 10)
| Pos. | Corridore                  | Squadra               | Tempo |
| ---- | -------------------------- | --------------------- | ----- |
| 1    | Jos Schipper               | Splendor-Wickes       |       |
| 2    | Alain Desaever             | Safir-Marc            |       |
| 3    | Willem Peeters             | Safir-Marc            |       |
| 4    | Frank Hoste                | Ti-Raleigh-Campagnolo |       |
| 5    | Johnny Broers              | Splendor-Wickes       |       |
| 6    | Dirk Baert                 |                       |       |
| 7    | Werner Devos               | Boule d'Or-Sunair     |       |
| 8    | Benny Schepmans            | Van De Ven            |       |
| 9    | Marc Van den Brande        | Van De Ven            |       |
| 10   | Jean-Philippe Vandenbrande | Splendor-Wickes       |       |